# Місце (фільм)
«Місце» (англ. The Place) — італійський драматичний фільм 2017 року, поставлений режисером Паоло Дженовезе. У 2018 році стрічка була номінована у 8-ти категоріях на здобуття італійської національної кінопремії «Давид ді Донателло» .

## Сюжет
Дев'ять абсолютно різних людей приходять в одне й те саме місце в кафе, де за столиком сидить чоловік з товстим зошитом. Ті, хто сідає за його столик, приходять не просто так — вони прагнуть здійснити якусь свою мрію. Загадковий чоловік може втілити в життя усе, чого вони захочуть, але за певну ціну. В обмін на здійснення мрії, кожному з гостей пропонується виконати щось, що не просто суперечить нормам суспільної моралі, а часто й порушує закон. І чим більших змін люди прагнуть у своєму житті, тим складніше завдання їм дасть чоловік, зазираючи в свій зошит. Часом завдання одного виконуватиме мрію іншого, часом вони сходитимуться у двобоях. Але змін у своєму житті не уникне жоден.
Кожен з героїв повинен зробити свій вибір — як далеко він готовий зайти, щоб отримати бажане. І чи такі вже випадкові долі відвідувачів цього місця зустрічі?

## У ролях
| • Валеріо Мастандреа | … | Людина       |
| • Марко Джалліні     | … | Етторе       |
| • Алессандро Боргі   | … | Фульвіо      |
| • Сільвіо Муччино    | … | Алекс        |
| • Альба Рорвахер     | … | сестра К'яра |
| • Вітторія Пуччіні   | … | Адзурра      |
| • Сабріна Феріллі    | … | Ангела       |
| • Сільвія д'Аміко    | … | Мартіна      |
| • Рокко Папалео      | … | Одоакре      |
| • Джулія Ладзаріні   | … | Марчелла     |

## Знімальна група
- Автор сценарію — Паоло Дженовезе, Ізабелла Агілар за оригінальним сюжетом Крістофера Кубасика
- Режисер-постановник — Паоло Дженовезе
- Продюсер — Марко Беларді
- Виконавчі продюсери — Ноель Брайт, Стівен А. Коен
- Оператор — Фабріціо Луккі
- Композитор — Мауріціо Філардо
- Монтаж — Консуело Катуччі
- Художник-постановник — К'яра Балдуччі
- Художник з костюмів — Камілла Джуліані
- Підбір акторів — Барбара Джордані

## Нагороди та номінації
| Список нагород та номінацій | Список нагород та номінацій | Список нагород та номінацій    | Список нагород та номінацій      | Список нагород та номінацій | Список нагород та номінацій |
| Кінофестиваль/Кінопремія    | Рік                         | Категорія                      | Номінант(и)                      | Результат                   | Дж                          |
| --------------------------- | --------------------------- | ------------------------------ | -------------------------------- | --------------------------- | --------------------------- |
| Премія «Давид ді Донателло» | 21.03.2018                  | Найкращий режисер              | Паоло Дженовезе                  | Номінація                   | [ 3 ]                       |
| Премія «Давид ді Донателло» | 21.03.2018                  | Найкращий актор                | Валеріо Мастандреа               | Номінація                   | [ 3 ]                       |
| Премія «Давид ді Донателло» | 21.03.2018                  | Найкраща акторка другого плану | Джулія Ладзаріні                 | Номінація                   | [ 3 ]                       |
| Премія «Давид ді Донателло» | 21.03.2018                  | Найкращий адаптований сценарій | Паоло Дженовезе, Ізабелла Агілар | Номінація                   | [ 3 ]                       |
| Премія «Давид ді Донателло» | 21.03.2018                  | Найкращий оператор             | Фабриціо Люччі                   | Номінація                   | [ 3 ]                       |
| Премія «Давид ді Донателло» | 21.03.2018                  | Найкраща оригінальна пісня     | The Place                        | Номінація                   | [ 3 ]                       |
| Премія «Давид ді Донателло» | 21.03.2018                  | Найкращий монтаж               | Консуело Катуччі                 | Номінація                   | [ 3 ]                       |
| Премія «Давид ді Донателло» | 21.03.2018                  | «Молодіжний Давид»             | Місце                            | Номінація                   | [ 3 ]                       |